# James Tarkowski
James Alan Tarkowski, född 19 november 1992, är en engelsk fotbollsspelare som spelar för Everton i Premier League.

## Klubbkarriär
Den 1 februari 2016 värvades Tarkowski av Burnley, där han skrev på ett 3,5-årskontrakt. I januari 2018 skrev Tarkowski på ett nytt 4,5-årskontrakt med Burnley.
Den 2 juli 2022 värvades Tarkowski på fri transfer av Everton, där han skrev på ett fyraårskontrakt.

## Landslagskarriär
Tarkowski debuterade för Englands landslag den 27 mars 2018 i en 1–1-match mot Italien.